# 順化-峴港戰役
順化－峴港戰役，是越南戰爭後期的一場戰鬥，北越在1975年3月，越南人民軍（北越軍）及越共對越南共和國（南越）控制區展開春季攻勢的一場戰鬥。
南越總統阮文紹於該年3月17日宣布南越放棄中央高地後，越南共和國軍（南越軍）各地部隊無秩序地撤退，通往綏和等地區的公路幹線也因為擠進40多萬名的難民而一片混亂，各大城市相继失守。南越第三大城及前王朝首都順化於3月25日遭到攻陷，數萬名南越逃兵夾雜在200萬多名難民間轉朝第二大城峴港蜂擁而入，北越軍砲彈也射入峴港的房屋區和碼頭區，使得塞滿大小船隻和避難人潮的峴港港口陷入恐慌，數人被急於逃離的南越兵或武裝平民開槍打死。當為數3萬人的北越部隊出現在峴港以南時，南越軍指揮部指示該地所有的南越部隊透過海路從峴港疏散，但在混亂中僅有少數得以逃出，而同樣的瘋狂場面也在峴港空軍基地上演，直到該市於3月31日被北越軍拿下為止。
順化和峴港失守後，北越軍迫近南越首都西貢週邊的隆慶和邊和。